# Port-Royal des Champs

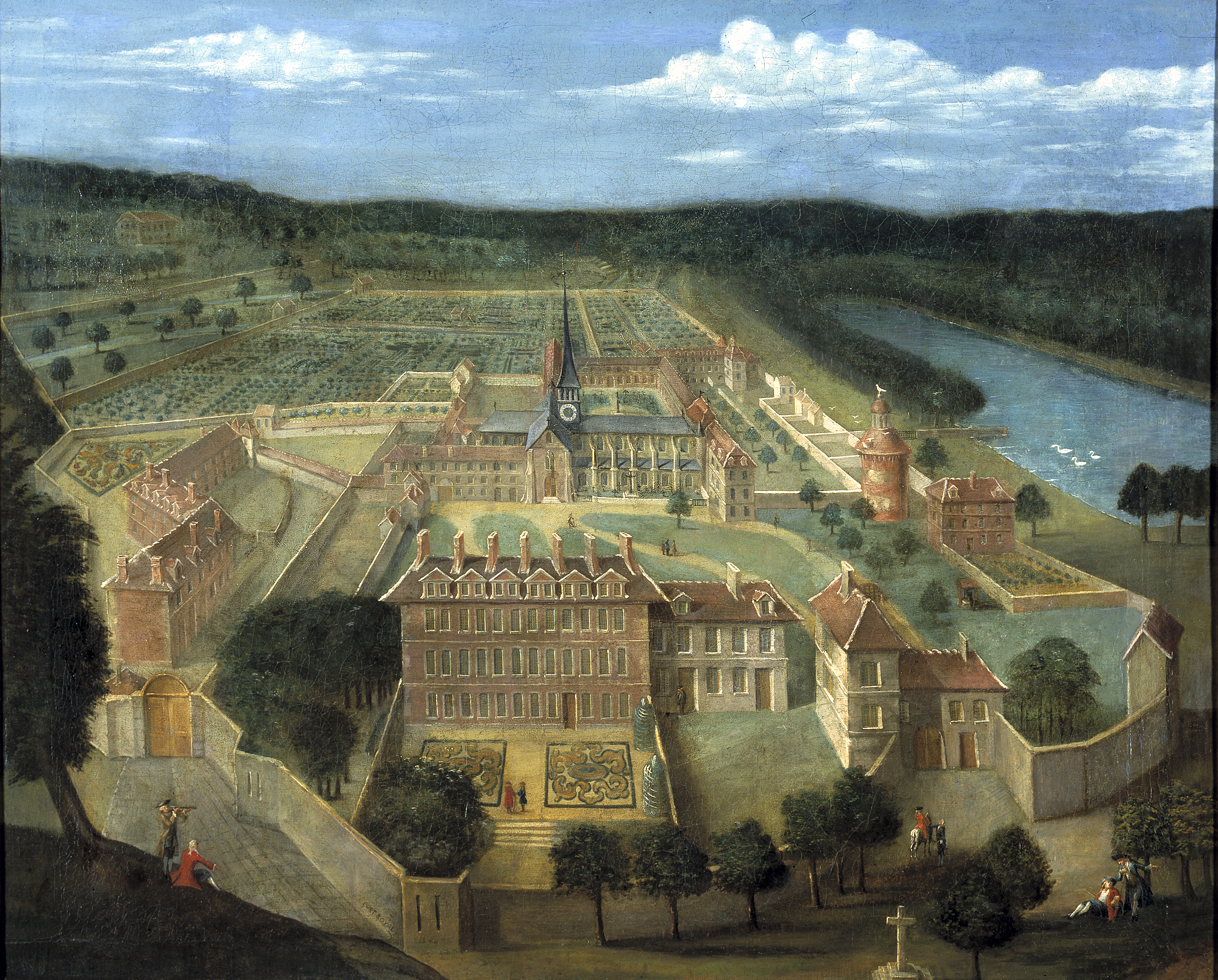
Gezicht op het klooster Port-Royal-des-Champs
(1e helft 18e eeuw), anoniem schilderij, Museum Catharijneconvent (Utrecht)

Port-Royal was een cisterciënzerinnenklooster in de gemeente Magny-les-Hameaux in de Vallée de Chevreuse, ten zuidwesten van Parijs, niet ver van Versailles. Het klooster bevindt zich in een 'Porrois' - wat een oud Frans woord is voor een ruw, moerassig terrein. De verbastering tot Port Royal was om de plaats, die niets koninklijks had, wel zo te laten klinken. Het klooster lag aan de basis van enkele belangrijke ontwikkelingen in het jansenisme. Het bestond van 1204 tot 1710.
Het museum Musée de Port-Royal des Champs maakt deel uit van de Réunion des musées nationaux et du Grand Palais des Champs-Élysées.

## Port-Royal des Champs en het jansenisme
Odo van Sully, bisschop van Parijs, stichtte de abdij in 1204 en we vinden haar naam terug vanaf 1216, maar ze werd pas beroemd als onderwijsinstelling na de herintroductie van de strenge discipline in 1609 door abdis Angélique Arnauld. De familie Arnauld patroneerde het klooster en daardoor werd het geleid door leden van deze familie. In 1625 richtte men in Parijs een nieuw Port-Royal op, dat de naam Port-Royal de Paris kreeg, waardoor het eerste klooster Port-Royal des Champs genoemd werd.
Op de oorspronkelijke site werden verschillende scholen opgericht, onder de naam Petites-Écoles de Port-Royal. Ze werden beroemd door de uitzonderlijke kwaliteit van het onderwijs dat er verschaft werd. In 1634, werd Jean-Ambroise Duvergier de Hauranne ("abbé de Saint-Cyran") er de geestelijke leider. Hij was een vriend van Cornelius Jansenius en vanaf dat moment raakten de kloosters en de scholen van Port-Royal nauw verbonden met deze theologische school.
De geest van ernstige studie en jansenistische vroomheid trok enkele grote culturele figuren aan. Racine was leerling in Port-Royal en Pascal verdedigde het klooster tegen de jezuïeten als gevolg van de jansenistische controverse. Verschillende belangrijke leden van het hof waren hierdoor ook nauw verbonden met het jansenisme, zoals de hertog Louis Charles d’Albert de Luynes en Roger du Plessis, hertog van Liancourt. De leden van de familie Arnauld werden gepromoveerd naar belangrijke posten, zoals Simon Arnauld de Pomponne, die minister was van Lodewijk XIV.
Als gevolg van de jansenistische kwestie in de katholieke kerk, werden de scholen van Port-Royal beschouwd als ketters. In 1679 werd aan het klooster verboden nog novicen aan te nemen, waardoor het noodgedwongen zou verdwijnen. Het klooster zelf werd opgeheven door een bul van paus Clemens XI in 1708. De laatste kloosterlingen werden in 1709 met geweld verwijderd en de gebouwen werden zelfs met de grond gelijk gemaakt in 1710.

## Na de Revolutie

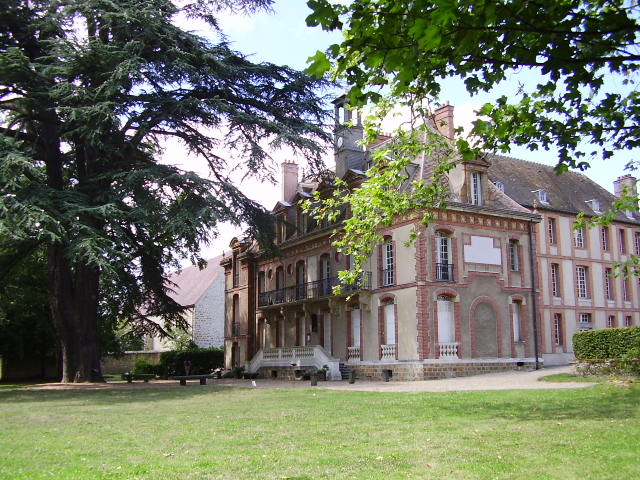
Port-Royal des Champs, Les Petites Écoles

Tussen 1710 en de Franse Revolutie bleef de site eigendom van het klooster van Port-Royal de Paris. Na de confiscatie van de goederen van de geestelijken werd het in 1791 als nationaal goed verkocht. De boerderij en het huis werden verkocht aan een boer. Dit deel van het klooster werd staatseigendom in 1951. Het andere deel, waar zich de ruïnes van de abdij bevinden, werd verkocht aan een madame Desprez, die banden had met jansenisten. Het bleef eigendom van deze familie tot in 1828, wanneer de Boîte a Perrette, die de fondsen van de jansenisten beheerde, het kocht met Louis Silvy, een jansenist. Deze richtte er scholen op die gratis onderwijs verschaften aan de kinderen van de streek. Deze scholen zouden blijven bestaan tot 1867. Nadien kocht de Société de Port-Royal de gronden opnieuw, en beheerde ze tot in 2004, waarna ze hen aan de staat toevertrouwde, onder de bevoegdheid van de minister van Cultuur. Hierdoor is de site momenteel volledig toegankelijk voor bezoekers.
De schrijver Charles Augustin Sainte-Beuve heeft veel zaken over de geschiedenis van Port-Royal verzameld. Deze werden in de Académie de Lausanne vanaf 1837 voorgesteld in verschillende conferenties, die hem de mogelijkheid gaven het boek Port-Royal te schrijven. Het verscheen in drie delen en geeft een volledige geschiedenis van de abdij.
In de gemeente Magny-Les-Hameaux kan men de resten van het klooster nog bezichtigen.